# Olta
Olta est une ville de la province de La Rioja, en Argentine, et le chef-lieu du département de General Belgrano. Elle est située à 147 km au sud-est de La Rioja, la capitale de la province. Sa population s'élevait à 7 161 habitants en 2001.

## Histoire
Les indigènes Paziocas ont vu arriver les conquistadors espagnols à partir de la fin du XVIe siècle. La population est actuellement métissée avec une proportion de descendants d'Européens. Olta est aujourd'hui caractérisée par l'activité agricole et le tourisme.

## Tourisme
Retenue d'eau pour l'irrigation et la pratique d'activités nautiques.
Présence de tous les services : hôtels, stations service, banques et caissiers automatiques, restaurants, internet, téléphonie, super-marchés, transports.
Olta se trouve à 171 km de La Rioja par la route 79.